# Wintersbourg
Wintersbourg (Duits: Wintersburg in Lothringen) is een gemeente in het Franse departement Moselle (regio Grand Est) en telt 180 inwoners (1999). De plaats maakt deel uit van het arrondissement Sarrebourg.

## Geografie
De oppervlakte van Wintersbourg bedraagt 3,9 km², de bevolkingsdichtheid is 46,2 inwoners per km².
De onderstaande kaart toont de ligging van Wintersbourg met de belangrijkste infrastructuur en aangrenzende gemeenten.

## Demografie
Onderstaande figuur toont het verloop van het inwonertal (bron: INSEE-tellingen).